# الدين في جمهورية الكونغو الديمقراطية
الدين في جمهورية الكونغو الديمقراطية وفقًا لمركز بيو للأبحاث (2013)

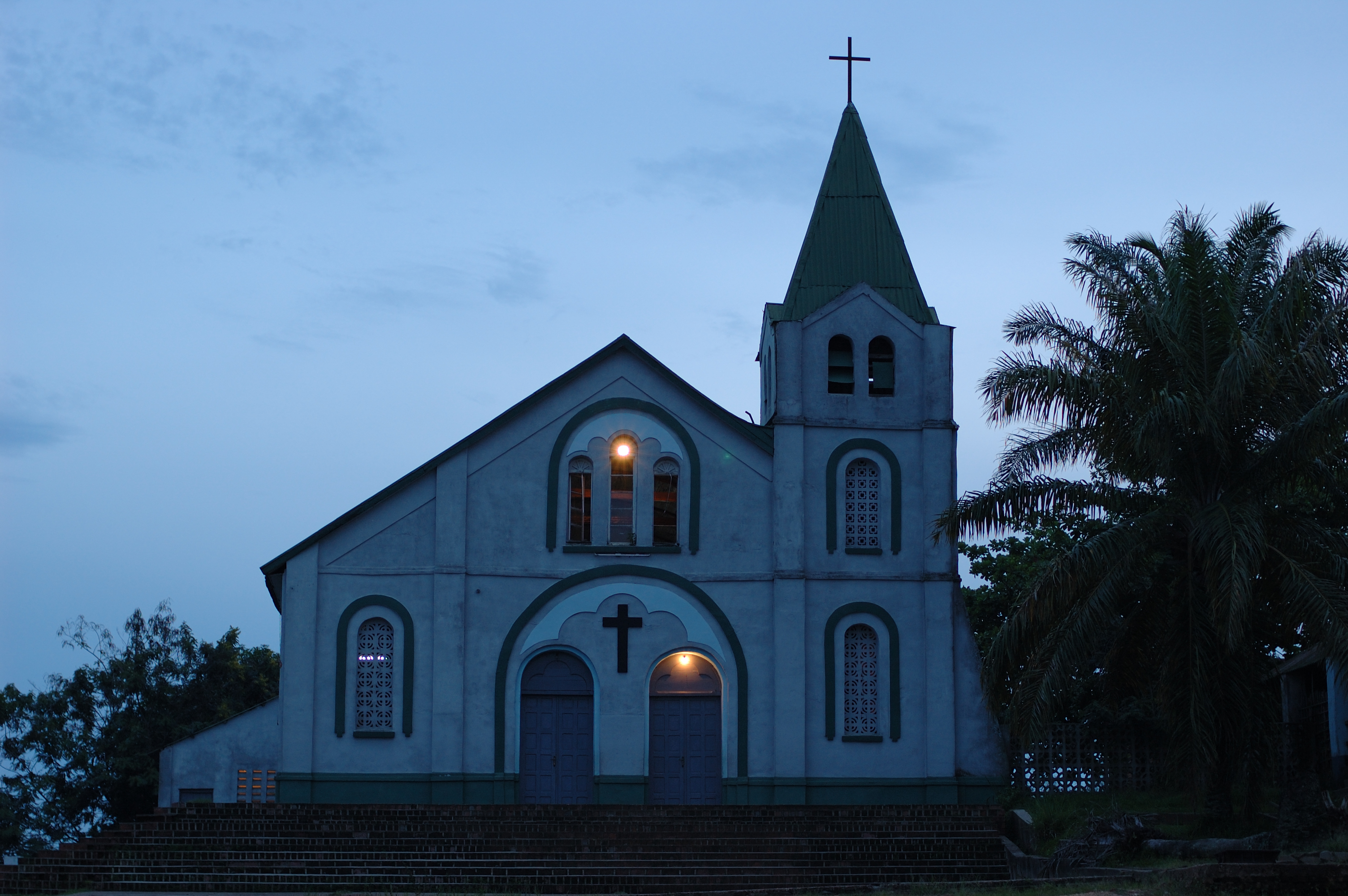
كنيسة في مدينة كيندو

الديانة المسيحية هي ديانة الأغلبية في جمهورية الكونغو الديمقراطية، يتبعها أكثر من 79 ٪ من السكان. تشمل الطوائف على الروم الكاثوليك 42.8 ٪ والبروتستانت 38 ٪ وطوائف مسيحية أخرى (بما في ذلك الكيبانغيين) نسبتها 12 ٪. تتضمن الديانات الأقلية المسلمون (معظمهم من أهل السنة) الذين يمثلون 12 ٪ من السكان وغيرهم (بما في ذلك الطوائف التوفيقية ومعتقدات السكان الأصليين) الذين يمثلون 4 ٪، وفقا لأحدث التقديرات. تمثل الهندوسية 0.16 ٪ من السكان وهي غير منتشرة بشكل واسع. نظر البلجيكيون إلى الكيبانغية على أنه تهديد للنظام الاستعماري وقاموا بمنعها. الكيبانغية، وتسمى رسميا «كنيسة المسيح على الأرض التي أسسها النبي سيمون كيمبانغو»، لديها الآن حوالي ثلاثة ملايين عضو، بشكل رئيسي بين شعب الكونغو في الكونغو الوسطى وكينشاسا.
تتحد 62 من الطوائف البروتستانتية في البلاد تحت مظلة كنيسة المسيح في الكونغو سي سي سي (أو بالفرنسية إي سي سي). وغالبًا ما يشار إليها ببساطة باسم «لكنيسة البروتستانتية»، لأنها تشمل معظم ال 20٪ من السكان من البروتستانت. أُدخل الإسلام ونُشر بشكل أساسي من خلال التجار العرب وتجار الرقيق.
تجسد الديانات التقليدية مفاهيم مثل التوحيد، والإحيائية، والمذهب الحيوي، وتبجيل الأسلاف والأرواح، والشعوذة، والسحر، وتختلف اختلافًا كبيرًا بين المجموعات الإثنية. غالبًا ما تدمج الطوائف التوفيقية بين المسيحية والمعتقدات والطقوس التقليدية، وقد لا تقبل الكنائس الرئيسية اعتبارها جزءًا من المسيحية. إن التحديد الواضح للانتماء الديني في فئات العضوية هذه يمكن أن يعطي صورة مضللة للواقع الكونغولي. عدد الأشخاص الذين يمكن تصنيفهم على أنهم ينتمون حصريًا إلى مجموعة أو أخرى محدود. الانتماءات المتداخلة أكثر شيوعًا. كما هو الحال مع الهوية الطبقية أو الهوية الإثنية، ففي الأوضاع السائدة الهوية هي هوية الفرد الدينية.
سعت التقاليد والعناصر والجماعات الروحية المختلفة للحصول على المساعدة وفقًا للحالة الموجود، على سبيل المثال، ربما استخدم الطلاب المسيحيون السحر بهدف تحسين نتائج امتحاناتهم أو مساعدة فريق كرة القدم في مدرستهم على الفوز في مباراة ضد خصومهم. وربما يتردد سكان المدن الراقون، الذين أصاب أحد أفراد أسرتهم المرض، على معالجين من السكان الأصليين وعلى العرافين. وربما يذهب الكونغوليون المعتنقون للديانات الأفريقية التقليدية أيضا، إلى كل من رجال الدين المسيحين المُعتمدين وإلى الطوائف المسيحية المنشقة بحثا عن المساعدة الروحية. في البحث عن الموارد الروحية، كثيرًا ما أظهر الكونغوليون انفتاحاً وواقعية ملحوظين.

## المسيحية
اُحضرت المسيحية إلى جمهورية الكونغو الديمقراطية من أوروبا، وخاصة بلجيكا. كتب الكاتب ينس بيورنبيو في كتاب (لحظات الحرية) أن «البلجيكيين عملوا بجد على الأنشطة التبشيرية بين السود. بعد بضع سنوات، انخفض عدد السكان في الكونغو من أكثر من 30 مليون إلى 8 ملايين فقط. بالمقابل هذه 8 ملايين اعتنقوا المسيحية».

### الكاثوليكية الرومانية
هناك حوالي 35 مليون كاثوليكي في البلاد، يشكلون حوالي نصف مجموع السكان. هناك ستة مطرانيات و4 أبرشيات. تأثير الكنيسة الكاثوليكية الرومانية في جمهورية الكونغو الديمقراطية كبير جدًا. فإلى جانب إشراك أكثر من 40 % من السكان في خدماتها الدينية، قامت مدارسها بتعليم أكثر من 60 % من طلاب المدارس الابتدائية في البلاد وأكثر من 40 % من طلابها في المرحلة الثانوية. تمتلك الكنيسة وتدير شبكة واسعة من المستشفيات والمدارس والعيادات، بالإضافة إلى العديد من المؤسسات الاقتصادية الأبرشية، بما في ذلك المزارع ومزارع المواشي والمحلات التجارية ومحلات الحرفيين.